# Семинский хребет
Семинский хребет — горный хребет в северо-западной части Алтайских гор на левом берегу Катуни. Длина хребта — около 120 км. Высшая точка — гора Сарлык (2507 м).

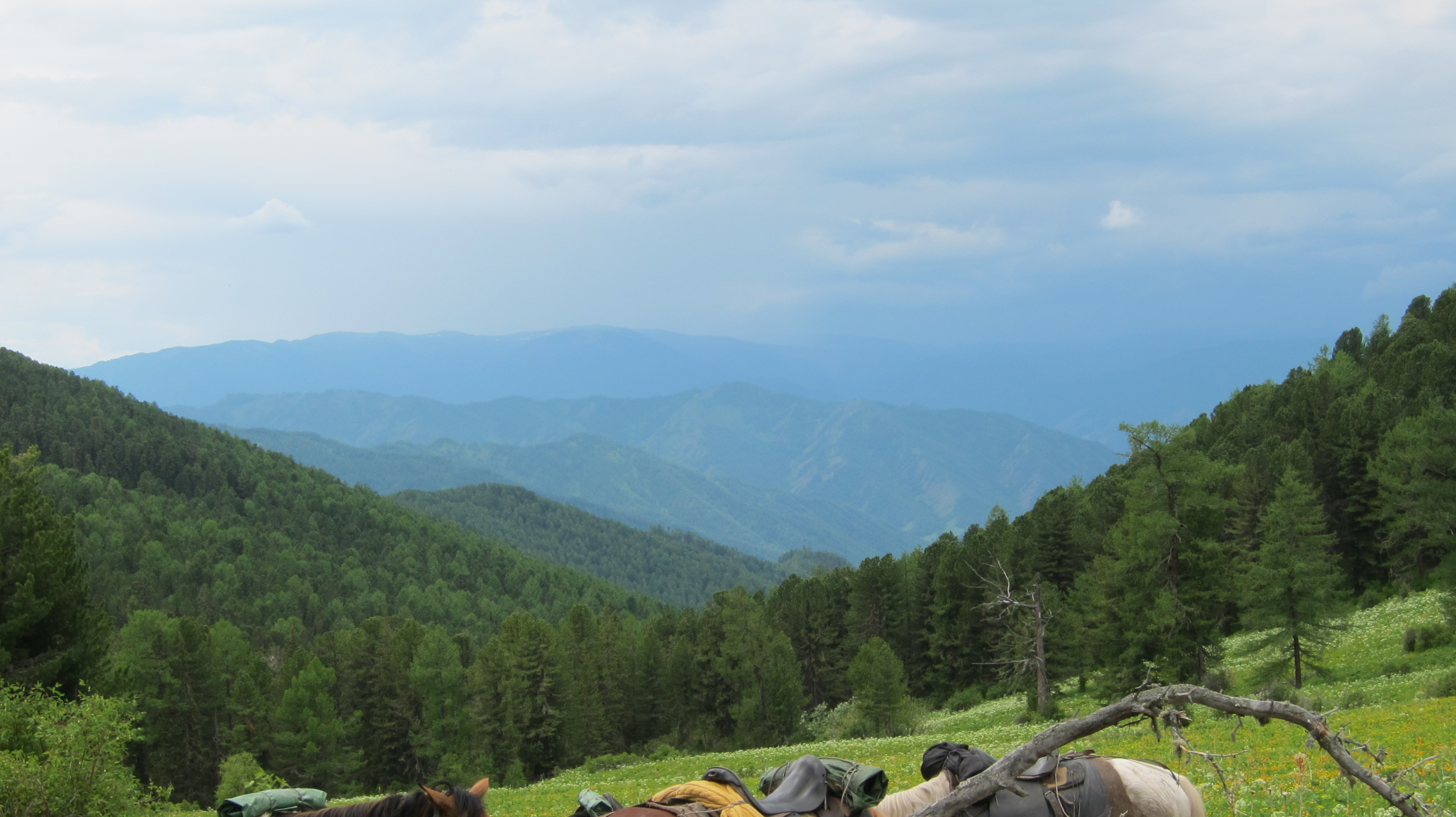
Вид на Семинский хребет с хребта Куминские белки

Хребет пересекает территорию Республики Алтай в трёх районах (Онгудайском, Шебалинском и Чемальском), а также территорию Алтайского края в Алтайском районе. Кроме Сарлыка, основными вершинами являются горы Кольджи-хан (1992 м), Синюха (1820 м), Крестовая (1778 м), Аюла (1705 м) и Бабырган (1008 м).
Хребет сложен преимущественно из метаморфических пород, гранита, диорита и глинистого сланца. Реки Песчаная и Сема содержат золотосодержащие россыпи с небольшим содержанием металла. На склонах расположены лиственничные и пихтово-кедровые леса, а на вершинах южной части — каменистая тундра.
Реки, берущие начало на Семинском хребте: Сема, Емурла, Бертка, Апшуяхта, Песчаная, Анос, Тыткескен.